# Planxty
Planxty was een Ierse folkband die werd gesticht in de zeventiger jaren in Ierland, door Christy Moore (zang, akoestische gitaar, bodhrán), Dónal Lunny (bouzouki, gitaar), Andy Irvine (zang, mandoline, mandola, bouzouki, hurdy-gurdy, mondharmonica) and Liam O'Flynn (uilleann pipes, tin whistle). In 1974 kwam in de plaats van Dónal Lunny, Johnny Moynihan in de band. Echter in 1979 werden de rollen weer omgedraaid en kwam Dónal Lunny weer terug met nu Matt Molloy aan zijn zijde.

## Discografie
- Planxty (1972)
- The well below the valley (1973)
- Cold blow and the rainy night (1974)
- After the break (1979)
- The woman I loved so well (1980)
- Words & Music (1982)